# ГЕС Якува
ГЕС Якува (八久和発電所) – гідроелектростанція в Японії на острові Хонсю. Використовує ресурс із річки Якува, лівої твірної Bonji, котра в свою чергу є правою твірною річки Ака (за кілька кілометрів від південної околиці міста Саката впадає до Японського моря).
В межах проекту річку перекрили бетонною гравітаційною греблею висотою 98 метрів та довжиною 269 метра, яка потребувала 371 тис м3 матеріалу. Вона утримує водосховище з площею поверхні 1,86 км2 та об’ємом 49 млн м3 (корисний об’єм 33,3 млн м3).
Зі сховища під лівобережним масивом прокладено дериваційний тунель довжиною 5,7 км з діаметром 3,6 метра, який перетинає водорозділ та виходить в долину річки Оторі, лівої твірної Ака. Далі через напірний водовід довжиною 1 км зі спадаючим діаметром від 2,9 до 1,3 метра ресурс надходить розташованого на правому березі Оторі машинного залу.
Основне обладнання станції становлять дві турбіни типу Френсіс загальною потужністю 65,4 МВт (номінальна потужність станції рахується як 60,3 МВт), які використовують напір у 259 метрів.